# 国道389号
国道389号（こくどう389ごう）は、福岡県大牟田市から熊本県荒尾市、長洲町、長崎県島原半島、熊本県天草下島を通って、鹿児島県阿久根市に至る一般国道である。

## 概要
九州の有明海に面する福岡県大牟田市から有明海を渡って、長崎県の島原半島の雲仙の山岳地帯を通り、さらに熊本県の天草諸島を巡って鹿児島県北西部に位置する阿久根市とを結ぶ総延長約188 kmの一般国道の路線で、大牟田 - 阿久根間の九州を走る国道3号とは海上区間を交えて西側で並行する。雲仙天草国立公園の中を走る経路をとり、主な通過地は熊本県荒尾市、玉名郡長洲町、長崎県雲仙市、南島原市、熊本県天草市五和町鬼池、天草郡苓北町、天草市河浦町白木河内、同市牛深町、鹿児島県出水郡長島町である。海上区間は、最多の国道58号に次いで3区間を有する。島原半島の中心に位置する雲仙温泉付近で国道57号と交差・重複するほか、天草下島の鬼池港 - 天草郡苓北町富岡間で国道324号と重複し、天草市河浦町白木河内 - 牛深港間で国道266号と重複する。

### 路線データ

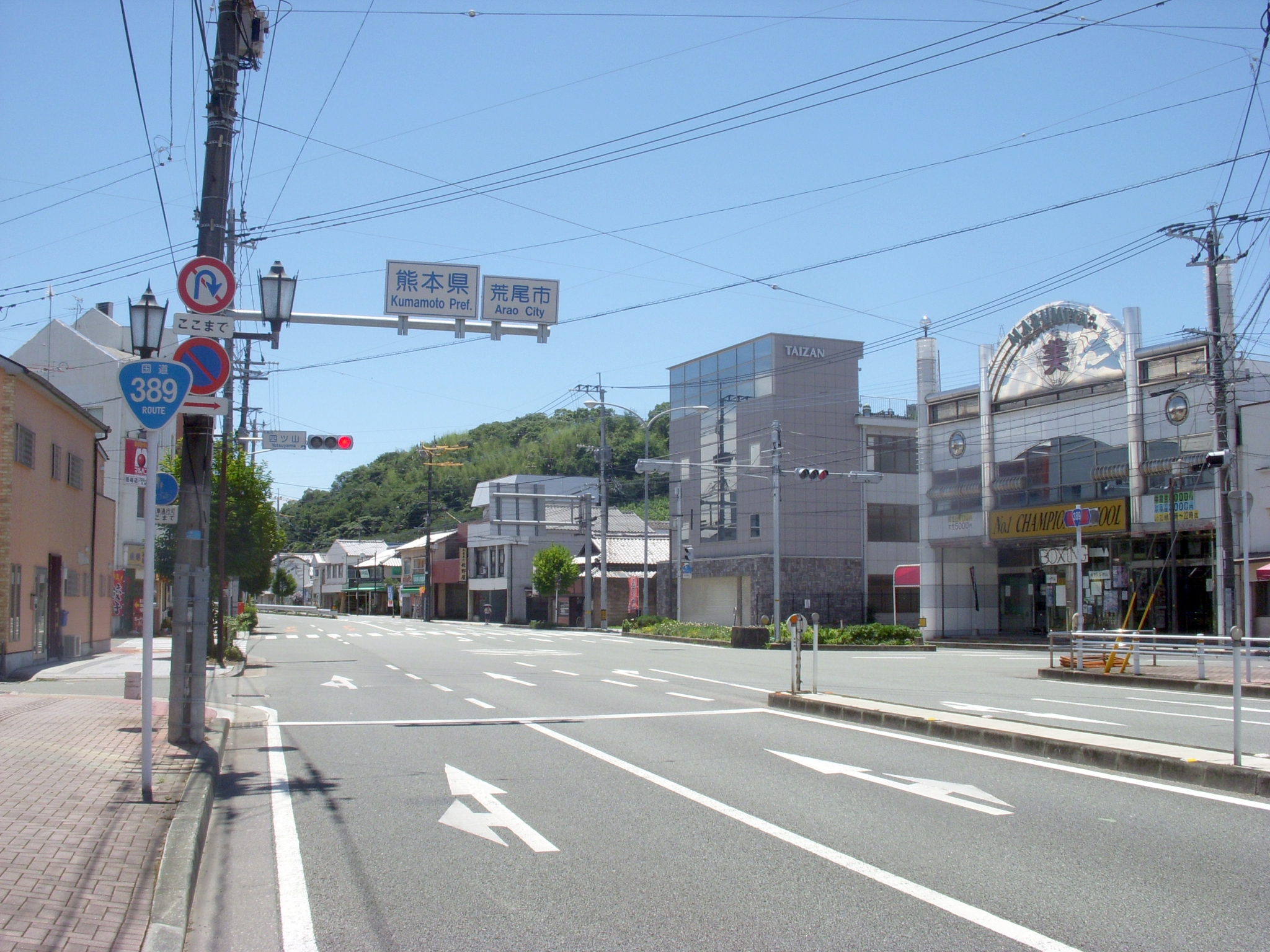
福岡県と熊本県の県境に位置する四ツ山交差点付近

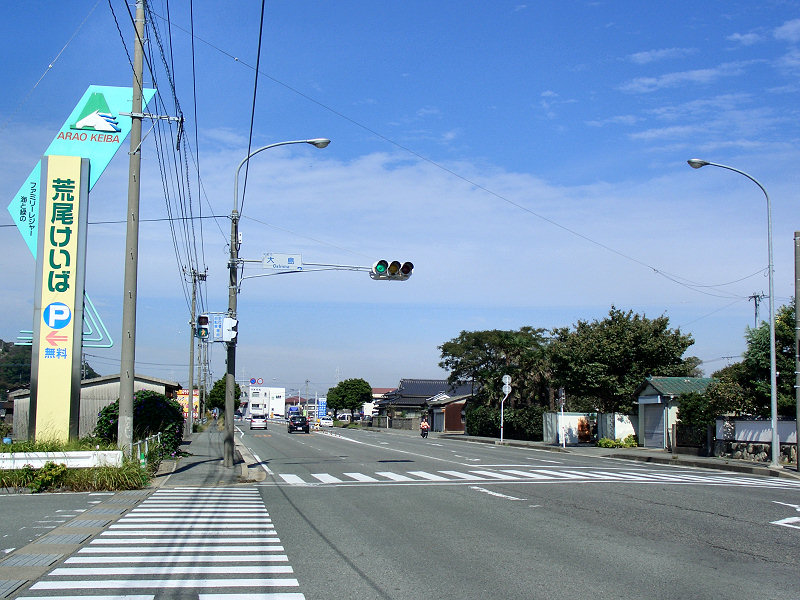
熊本県荒尾市大島

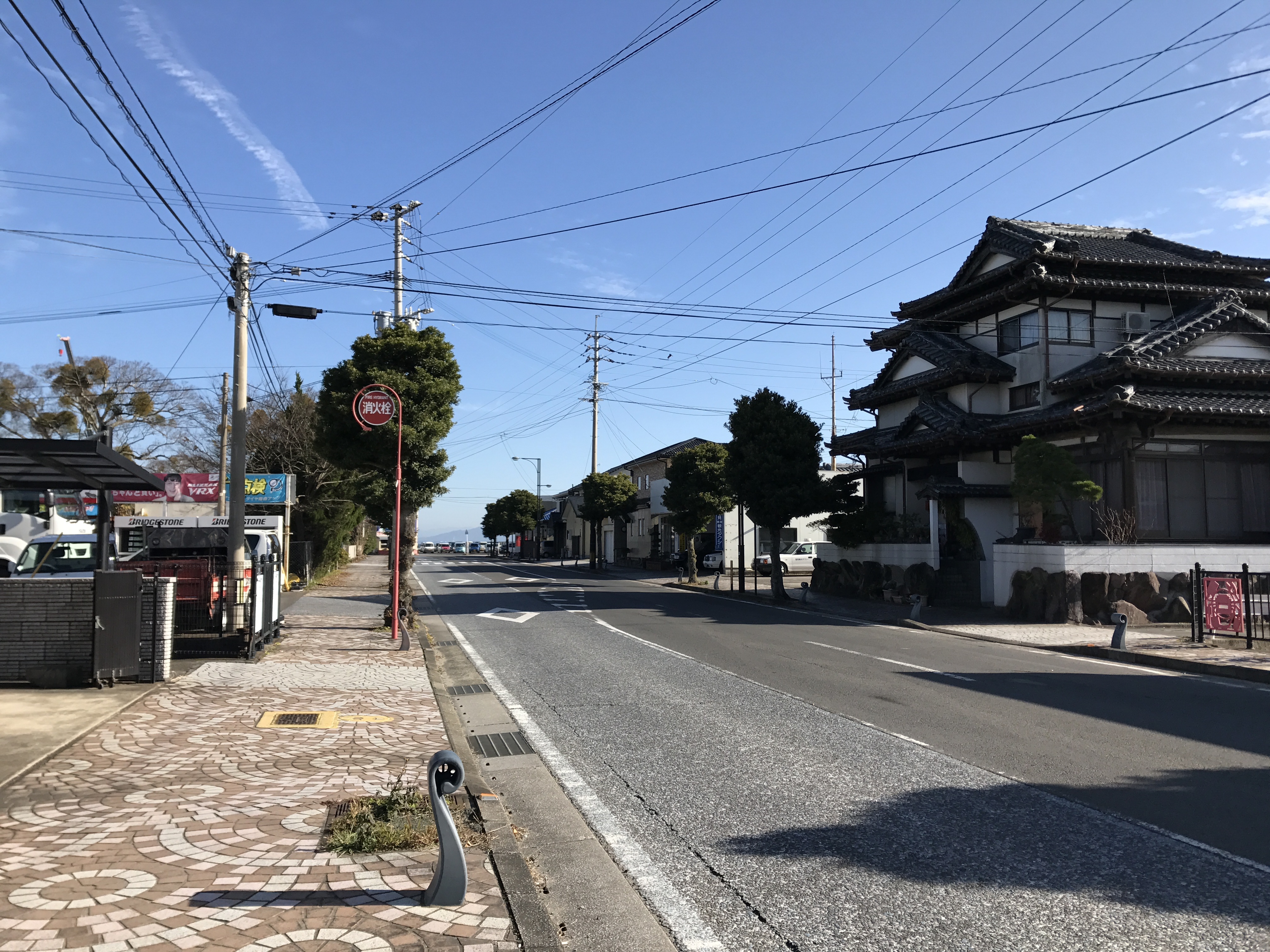
長崎県雲仙市国見町土黒甲

一般国道の路線を指定する政令に基づく起終点および重要な経過地は次のとおり。
- 起点：大牟田市（有明町（ゆうめいまち）交差点 = 国道208号交点、国道209号・国道501号起点）
- 終点：阿久根市（多田交差点 = 国道3号交点、南九州西回り自動車道 阿久根北IC）
- 重要な経過地：荒尾市、熊本県玉名郡長洲町、長崎県南高来郡国見町[注釈 2]、同郡小浜町[注釈 2]、同郡口之津町[注釈 3]、熊本県天草郡五和町[注釈 4]、同郡苓北町、同郡河浦町[注釈 4]、牛深市[注釈 4]、鹿児島県出水郡長島町
- 総延長 : 187.6 km（福岡県 3.9 km、長崎県 63.9 km、熊本県 91.3 km、鹿児島県 28.6 km）重用延長、未供用延長（海上区間）を含む。[2][注釈 5]
- 重用延長 : 32.5 km（福岡県 - km、長崎県 0.4 km、熊本県 32.1 km、鹿児島県 - km）[2][注釈 5]
- 未供用延長 : 36.5 km（福岡県 - km、長崎県 19.5 km、熊本県 13.5 km、鹿児島県 3.5 km）[2][注釈 5]
  - 未供用延長のうち海上区間 : 36.5 km（福岡県 - km、長崎県 19.5 km、熊本県 13.5 km、鹿児島県 3.5 km）[2][注釈 5]
- 実延長 : 118.7 km（福岡県 3.9 km、長崎県 44.1 km、熊本県 45.7 km、鹿児島県 25.1 km）[2][注釈 5]
  - 現道 : 117.2 km（福岡県 3.9 km、長崎県 42.9 km、熊本県 45.4 km、鹿児島県 25.1 km）[2][注釈 5]
  - 旧道 : 0.9 km（福岡県 - km、長崎県 0.6 km、熊本県 0.3 km、鹿児島県 - km）[2][注釈 5]
  - 新道 : 0.6 km（福岡県 - km、長崎県 - km、熊本県 0.6 km、鹿児島県 - km）[2][注釈 5]
- 指定区間：国道57号と重複する区間（長崎県雲仙市小浜町雲仙）[3]

## 歴史
- 1975年（昭和50年）4月1日 - 一般国道389号（鹿児島県阿久根市 - 熊本県天草郡苓北町 - 長崎県長崎市）として指定。実質的には鹿児島県道阿久根牛深線と熊本県道苓北河浦線の2路線が国道となった。

「阿久根牛深線」は、路線名だけをみると海上区間を経て熊本県にまたがっているように思えるが、実際には鹿児島県のみが認定しており、終点も鹿児島県出水郡長島町であった。
- 1993年（平成5年）4月1日 - 熊本県天草郡苓北町 - 長崎県長崎市の区間を、福岡県大牟田市から島原半島を経て熊本県天草郡苓北町に至る区間に変更し、あわせて起点だった鹿児島県阿久根市を終点とした。実質的には福岡県道・熊本県道7号大牟田熊本宇土線の一部、長崎県道35号国見雲仙線および長崎県道36号口之津雲仙線の3路線が国道となった（なお、大牟田熊本宇土線は同日に一般国道501号にも指定された）。

## 路線状況
国道501号との重複区間のうち、国道208号との交点である起点から熊本県荒尾市北部にかけては4車線が確保され、道路環境は比較的良好であるが、荒尾市中部から玉名郡長洲町にかけては狭隘な区間が多い。なお、大牟田市白金2交差点 - 荒尾市四ツ山交差点においては福岡県道・熊本県道126号大牟田荒尾線とも重複しているが、これは路線区域の変更によるものである。
玉名郡長洲町の長洲交差点より単独区間となり、長洲港より有明フェリー経由で長崎県雲仙市にある多比良港に横断した後に島原半島を縦断する。雲仙岳に程近い場所を通過するために標高が非常に高く、狭隘区間もある。南島原市にある口之津港より、2箇所目の海上区間である島鉄フェリーを経由して熊本県天草市の天草下島にある鬼池港へ。天草郡苓北町の中心街までは国道324号と重複するが、かつては天草郡苓北町から長崎市茂木地区へ向かうコースが国道389号（国道324号に重複するかたち）として路線認定されていた。
苓北町で再び単独路線になった後は天草灘に並行するかたちで天草市牛深町へ向けて海岸沿いを通過する。時折狭い区間やカーブが連続する区間も多々ある。鹿児島県阿久根市から長崎市までを結んでいた時代、沿線自治体がこの路線に「サンセットライン」という愛称をつけ、観光キャンペーンを行っていた。
天草市南部で国道266号と合流すると、そこから牛深港までは同国道と重複。牛深港で再び単独路線になると同時に、3箇所目の海上区間である三和商船経由で蔵之元港へ。鹿児島県出水郡長島町より長島地区の南側を通過し、途中で道の駅長島やかつては有料道路であった黒之瀬戸大橋を経由、阿久根市の国道3号との交点が終点となる。

### 経路変更
- 大牟田 - 荒尾（通称：十三間道路）
  - 2009年（平成21年）4月1日、大牟田市白金2交差点 - 四ツ山交差点において、当国道の旧道（2車線）と福岡県道・熊本県道126号大牟田荒尾線（4車線）との間で道路の区域変更（交換）が行われた[4]。さらに、2010年（平成22年）3月31日には旧道の県道指定が解除され、十三間道路が国道389号と福岡県道・熊本県道126号大牟田荒尾線の重複となった[5]。
- 大江バイパス - 崎津バイパス
  - 天草市下島の天草町高浜南 - 天草町大江 - 河浦町崎津の区間。天草下島大江バイパスとも呼ばれる。2車線、総延長8.6 km。天草灘に近い山地を通り、旧道は急カーブや幅の狭い個所が多かったが、2004年（平成16年）に橋やトンネルも用いて線形を改良したバイパスが完成した。

### 重複区間
- 国道501号（福岡県大牟田市有明町（ゆうめいまち）1丁目・有明町交差点（起点） - 熊本県玉名郡長洲町大字長洲）
- 国道251号（長崎県雲仙市国見町土黒甲・国見交差点 - 雲仙市国見町多比良乙）
- 国道57号（長崎県雲仙市小浜町雲仙）
- 国道251号（長崎県南島原市口之津町丙・須崎交差点 - 南島原市口之津町丙・口之津港）
- 国道324号（熊本県天草市五和町鬼池・鬼池港 - 天草郡苓北町富岡）
- 国道266号（熊本県天草市河浦町白木河内・河浦町白木河内交差点 - 天草市牛深町・牛深港）

### 海上区間
九州の大牟田から有明海を挟んで対岸の島原半島へ、島原半島から天草諸島の下島と長島を巡り再び九州の阿久根へと結ぶため3ケ所の海上区間があり、海上区間の数では国道58号（鹿児島 - 那覇）に次ぐ多さである。
- 長洲町・長洲港 - 雲仙市・多比良港（有明フェリー）
- 南島原市・口之津港 - 天草市・鬼池港（島鉄フェリー）
- 天草市・牛深港 - 長島町・蔵之元港（三和商船）
  - 長崎市を終点としていたころは、苓北町富岡港 - 長崎市茂木港が国道389号の海上区間（国道324号と重複）となっていた。

### 道路施設

#### 橋梁
起点から
- 福岡県
  - 祇園橋（諏訪川、大牟田市）
- 熊本県
  - 上磯橋（荒尾市）
  - 長洲大橋（浦川、玉名郡長洲町）
- 長崎県
  - 重目木橋（六郷川、雲仙市）
  - 加津佐橋（堀川、山口川、南島原市）
- 熊本県
  - 友宮橋（宮津川、天草市、国道324号重複区間内）
  - 二江大橋（内野川、天草市、国道324号重複区間内）
  - 新西川内橋（天草郡苓北町、国道324号重複区間内）
  - 崎津大橋（天草市）
  - 新久玉橋（吉田川、天草市、国道266号重複区間内）
- 鹿児島県
  - 黒之瀬戸大橋（出水郡長島町 - 阿久根市）
  - 脇本大橋（新田川、阿久根市）
  - 折口1号橋（筒田川、阿久根市）

#### トンネル
起点から
- 長崎県
  - 吹越トンネル：延長349 m、2002年（平成14年）竣工、雲仙市
- 熊本県
  - 宮の本トンネル：延長48 m、2012年（平成24年）竣工、天草市
  - 鬼海ヶ浦トンネル：延長48 m、2005年（平成17年）竣工、天草市
  - 小田床隧道：延長183 m、天草市（高さ制限3.4 mあり）
  - 下田隧道：延長35 m、天草市（高さ制限3.5 mあり）
  - 大江トンネル：延長766 m、1995年（平成7年）竣工、天草市
  - 高浜トンネル：延長193 m、1990年（平成2年）竣工、天草市
  - 尾の上トンネル：延長91 m、2000年（平成12年）竣工、天草市
  - 横浜トンネル：延長370 m、1997年（平成9年）竣工、天草市
  - 唐崎トンネル：延長566 m、1997年（平成9年）竣工、天草市
  - 軍ヶ浦トンネル：延長416 m、2001年（平成13年）竣工、天草市
  - 小高浜トンネル：延長133 m、1997年（平成9年）竣工、天草市
  - 小森トンネル：延長117 m、1995年（平成7年）竣工、天草市
  - 富津トンネル：延長522 m、1995年（平成7年）竣工、天草市
  - 崎津トンネル：延長862 m、1992年（平成4年）竣工、天草市
  - 小島トンネル：延長149 m、天草市
  - 久玉隧道：延長142 m、1970年（昭和45年）竣工、天草市（国道266号重複区間内）

#### 道の駅
- 熊本県
  - うしぶか海彩館（天草市、国道266号重複区間内）
- 鹿児島県
  - 長島（出水郡長島町）
  - 黒之瀬戸だんだん市場（出水郡長島町）

## 地理

### 通過する自治体
- 福岡県
  - 大牟田市
- 熊本県
  - 荒尾市 - 玉名郡長洲町
- 長崎県
  - 雲仙市 - 南島原市
- 熊本県
  - 天草市 - 天草郡苓北町 - 天草市
- 鹿児島県
  - 出水郡長島町 - 阿久根市

### 交差する道路
| 交差する道路                                                                 | 都道府県名 | 市町村名 | 市町村名 | 交差する場所                | 交差する場所                    |
| ---------------------------------------------------------------------------- | ---------- | -------- | -------- | --------------------------- | ------------------------------- |
| 国道208号 国道209号 国道501号 重複区間起点                                   | 福岡県     | 大牟田市 | 大牟田市 | 有明町（ゆうめいまち）1丁目 | 有明町交差点 / 起点             |
| 福岡県道・佐賀県道18号大牟田川副線 福岡県道735号大牟田港線                   | 福岡県     | 大牟田市 | 大牟田市 | 大正町3丁目                 | 大正町3丁目交差点               |
| 福岡県道・熊本県道126号大牟田荒尾線 重複期間起点                             | 福岡県     | 大牟田市 | 大牟田市 | 白金町                      | 白金2交差点                     |
| 福岡県道789号一部三川線                                                      | 福岡県     | 大牟田市 | 大牟田市 | 三川町1丁目                 | 三川町1丁目交差点               |
| 福岡県道736号三池港線 福岡県道787号勝立三川線                                | 福岡県     | 大牟田市 | 大牟田市 | 三里町2丁目                 | 三里町2丁目交差点               |
| 福岡県道・熊本県道126号大牟田荒尾線 重複区間終点                             | 福岡県     | 大牟田市 | 大牟田市 | 三里町3丁目                 | 四ツ山交差点                    |
| 福岡県道・熊本県道126号大牟田荒尾線 重複区間終点                             | 熊本県     | 荒尾市   | 荒尾市   | 四ツ山                      | 四ツ山交差点                    |
| 福岡県道・熊本県道126号大牟田荒尾線 重複区間起点                             | 熊本県     | 荒尾市   | 荒尾市   | 荒尾                        |                                 |
| 福岡県道・熊本県道126号大牟田荒尾線 重複区間終点                             | 熊本県     | 荒尾市   | 荒尾市   | 荒尾                        | 市屋交差点                      |
| 熊本県道46号荒尾長洲線                                                       | 熊本県     | 玉名郡   | 長洲町   | 大字長洲                    | 長洲町西荒神交差点              |
| 国道501号 重複区間終点                                                       | 熊本県     | 玉名郡   | 長洲町   | 大字長洲                    | 長洲交差点                      |
| 海上区間                                                                     |            |          |          |                             |                                 |
| 国道251号 重複区間起点                                                       | 長崎県     | 雲仙市   | 雲仙市   | 国見町土黒甲                | 国見交差点                      |
| 国道251号 重複区間終点                                                       | 長崎県     | 雲仙市   | 雲仙市   | 国見町多比良乙              |                                 |
| 島原半島広域農道 / 雲仙グリーンロード                                        | 長崎県     | 雲仙市   | 雲仙市   | 国見町多比良戊              |                                 |
| 長崎県道58号愛野島原線 重複区間起点                                          | 長崎県     | 雲仙市   | 雲仙市   | 国見町多比良戊              |                                 |
| 長崎県道58号愛野島原線 重複区間終点                                          | 長崎県     | 雲仙市   | 雲仙市   | 国見町多比良戊              |                                 |
| 長崎県道131号雲仙神代線                                                      | 長崎県     | 雲仙市   | 雲仙市   | 国見町土黒庚                |                                 |
| 仁田峠循環自動車道路                                                         | 長崎県     | 雲仙市   | 雲仙市   | 小浜町雲仙                  | [ 注釈 7 ]                      |
| 国道57号 重複区間起点                                                        | 長崎県     | 雲仙市   | 雲仙市   | 小浜町雲仙                  |                                 |
| 長崎県道128号雲仙千々石線                                                    | 長崎県     | 雲仙市   | 雲仙市   | 小浜町雲仙                  |                                 |
| 国道57号 重複区間終点                                                        | 長崎県     | 雲仙市   | 雲仙市   | 小浜町雲仙                  |                                 |
| 長崎県道47号雲仙西有家線                                                     | 長崎県     | 雲仙市   | 雲仙市   | 小浜町木場                  |                                 |
| 長崎県道30号小浜北有馬線 重複区間起点                                        | 長崎県     | 雲仙市   | 雲仙市   | 小浜町大亀                  |                                 |
| 長崎県道223号荒牧尾登線                                                      | 長崎県     | 雲仙市   | 雲仙市   | 小浜町大亀                  |                                 |
| 長崎県道30号小浜北有馬線 重複区間終点                                        | 長崎県     | 雲仙市   | 雲仙市   | 南串山町甲                  | [ 注釈 8 ]                      |
| 長崎県道30号小浜北有馬線 重複区間終点                                        | 長崎県     | 南島原市 | 南島原市 | 北有馬町乙                  | [ 注釈 8 ]                      |
| 島原半島広域農道 / 雲仙グリーンロード 重複区間起点                           | 長崎県     | 南島原市 | 南島原市 | 加津佐町丁                  |                                 |
| 長崎県道130号加津佐停車場山口線                                              | 長崎県     | 南島原市 | 南島原市 | 加津佐町戊                  |                                 |
| 長崎県道209号山口南有馬線 島原半島広域農道 / 雲仙グリーンロード 重複区間終点 | 長崎県     | 南島原市 | 南島原市 | 加津佐町戊                  |                                 |
| 国道251号 重複区間起点                                                       | 長崎県     | 南島原市 | 南島原市 | 口之津町丙                  | 須崎交差点                      |
| 国道251号 重複区間終点                                                       | 長崎県     | 南島原市 | 南島原市 | 口之津町丙                  |                                 |
| 海上区間                                                                     |            | 南島原市 | 南島原市 |                             |                                 |
| 国道324号 重複区間起点                                                       | 熊本県     | 天草市   | 天草市   | 五和町鬼池                  | 鬼池港                          |
| 熊本県道284号坂瀬川鬼池港線                                                  | 熊本県     | 天草市   | 天草市   | 五和町鬼池                  |                                 |
| 熊本県道47号本渡五和線                                                       | 熊本県     | 天草市   | 天草市   | 五和町二江                  |                                 |
| 熊本県道281号坂瀬川御領線                                                    | 熊本県     | 天草郡   | 苓北町   | 坂瀬川                      |                                 |
| 熊本県道44号本渡苓北線                                                       | 熊本県     | 天草郡   | 苓北町   | 志岐                        |                                 |
| 熊本県道296号円通寺志岐線                                                    | 熊本県     | 天草郡   | 苓北町   | 志岐                        | 志岐交番前交差点                |
| 国道324号 重複区間終点                                                       | 熊本県     | 天草郡   | 苓北町   | 富岡                        |                                 |
| 熊本県道296号円通寺志岐線                                                    | 熊本県     | 天草郡   | 苓北町   | 志岐                        | 志岐交番前交差点                |
| 熊本県道286号都呂々宮地岳線                                                  | 熊本県     | 天草郡   | 苓北町   | 都呂々                      |                                 |
| 熊本県道24号本渡下田線                                                       | 熊本県     | 天草市   | 天草市   | 天草町下田北                |                                 |
| 熊本県道280号新合高浜港線                                                    | 熊本県     | 天草市   | 天草市   | 天草町高浜南                |                                 |
| 熊本県道35号牛深天草線 重複区間起点                                          | 熊本県     | 天草市   | 天草市   | 河浦町河浦                  |                                 |
| 国道266号 重複区間起点                                                       | 熊本県     | 天草市   | 天草市   | 河浦町白木河内              | 河浦町白木河内交差点            |
| 熊本県道35号牛深天草線 重複区間終点                                          | 熊本県     | 天草市   | 天草市   | 河浦町路木                  |                                 |
| 熊本県道288号深海線                                                          | 熊本県     | 天草市   | 天草市   | 久玉町                      |                                 |
| 熊本県道26号本渡牛深線                                                       | 熊本県     | 天草市   | 天草市   | 久玉町                      | 久玉町交差点                    |
| 熊本県道35号牛深天草線                                                       | 熊本県     | 天草市   | 天草市   | 牛深町                      |                                 |
| 国道266号 重複区間終点                                                       | 熊本県     | 天草市   | 天草市   | 牛深町                      | 牛深港                          |
| 海上区間                                                                     |            |          |          |                             |                                 |
| 鹿児島県道379号長島宮之浦港線                                                | 鹿児島県   | 出水郡   | 長島町   | 蔵之元                      |                                 |
| 鹿児島県道47号葛輪瀬戸線                                                     | 鹿児島県   | 出水郡   | 長島町   | 山門野                      |                                 |
| 鹿児島県道365号脇本赤瀬川線 鹿児島県道378号荒崎黒之浜港線                    | 鹿児島県   | 阿久根市 | 阿久根市 | 脇本                        | 八郷入口交差点                  |
| 鹿児島県道367号脇本荘線                                                      | 鹿児島県   | 阿久根市 | 阿久根市 | 脇本                        | 宮崎神社交差点                  |
| 国道3号 E3A 南九州西回り自動車道                                             | 鹿児島県   | 阿久根市 | 阿久根市 | 多田                        | 多田交差点 12 阿久根北IC / 終点 |

### 交差する鉄道
- 鹿児島本線
- 西鉄天神大牟田線
- 島原鉄道線
- 肥薩おれんじ鉄道